# Ramphotyphlops yirrikalae
Ramphotyphlops yirrikalae este o specie de șerpi din genul Ramphotyphlops, familia Typhlopidae, descrisă de J. Roy Kinghorn în anul 1942. Conform Catalogue of Life specia Ramphotyphlops yirrikalae nu are subspecii cunoscute.